# Nannolampas
Nannolampas is een geslacht van zee-egels uit de familie Neolampadidae.

## Soorten
- Nannolampas tenera (De Meijere, 1902)